# 亞克舒爾-博季亞區

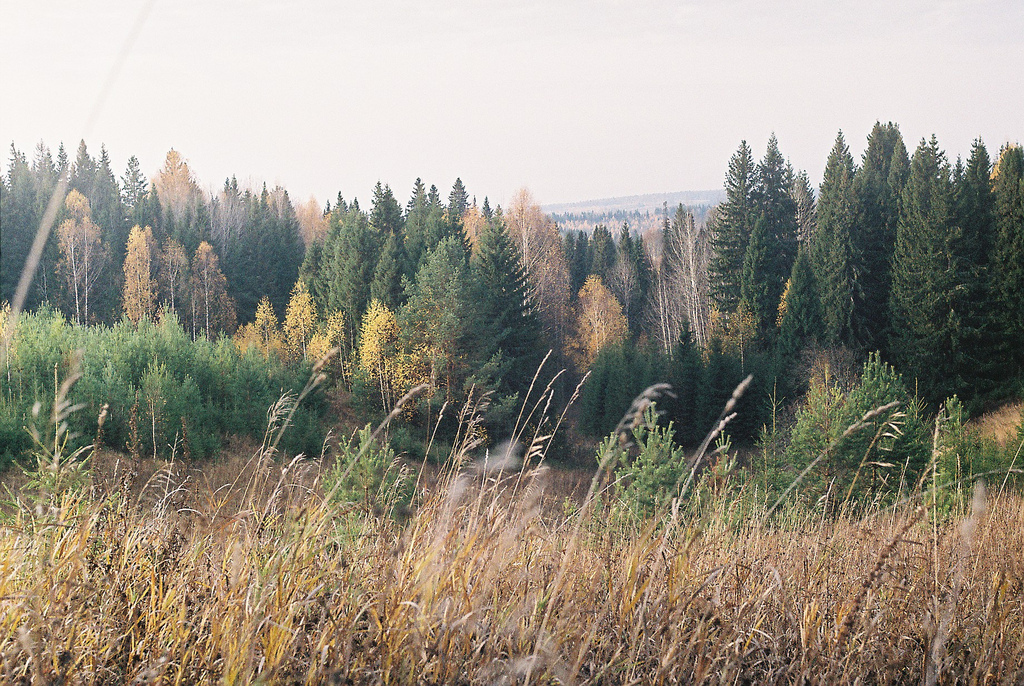

57°11′35″N 52°43′05″E / 57.193°N 52.718°E
亞克舒爾-博季亞區（俄语：Якшур-Бодьинский район），是俄羅斯的一個區，位於該國西南部，由烏德穆爾特共和國負責管轄，面積1,780.1平方公里，2010年人口21,467，人口密度每平方公里12.06人。